# Bulgaria en los Juegos Olímpicos de Tokio 2020
Bulgaria estuvo representada en los Juegos Olímpicos de Tokio 2020 por un total de  deportistas que compitieron en 12 deportes. Responsable del equipo olímpico fue el Comité Olímpico Búlgaro, así como las federaciones deportivas nacionales de cada deporte con participación.
La portadora de la bandera en la ceremonia de apertura fue la tiradora Maria Grozdeva.

## Medallistas
El equipo olímpico de Bulgaria obtuvo las siguientes medallas:
| Nombre                                                                          | Deporte          | Competición        |
| ------------------------------------------------------------------------------- | ---------------- | ------------------ |
| Oro                                                                             |                  |                    |
| Stoika Krasteva                                                                 | Boxeo            | Mosca (48–51 kg) F |
| Simona Diankova Stefani Kiriakova Madlen Radukanova Laura Traets Erika Zafirova | Gimnasia rítmica | Conjunto F         |
| Ivet Goranova                                                                   | Karate           | 55 kg F            |
| Plata                                                                           |                  |                    |
| Antoaneta Kostadinova                                                           | Tiro             | Pistola 10 m F     |
| Bronce                                                                          |                  |                    |
| Evelina Nikolova                                                                | Lucha libre      | 57 kg F            |
| Taibe Yusein                                                                    | Lucha libre      | 62 kg F            |